# 山本家住宅 (河内長野市)
山本家住宅（やまもとけじゅうたく）は、大阪府河内長野市小深に所在する古民家。主屋が国の重要文化財に指定されている。

## 概要
当家は元庄屋を務めた旧家であり、紀伊藩主の鷹狩りの際には本陣となったと伝承される。かつては主屋西に廊下で接続する別座敷があったが、現在は消失。ただし現存する主屋部分は建立された江戸時代当時からの状態を残している。大和・河内に共通する原則配置となっている。

## 文化財
当家屋は木造、桁行4間、 梁間3間、4面に庇を付ける入母屋造、茅葺き。内部は土間と居室が左右に折半され、居室側は整形された4間取、土間は内庭を作り、馬屋、釜屋を設ける。また馬屋は天井を低くし、2階に物置を設ける。江戸時代中期の建築とされる。1969年 (昭和44年)6月20日、重要文化財指定を受けた。

## 現地情報

### 所在地
- 大阪府河内長野市小深360番地の甲

### 公開
- 通常は非公開

### 交通アクセス
- 南海高野線、近鉄長野線河内長野駅よりバス、小深下車